# Ptecticus simplex
Ptecticus simplex är en tvåvingeart som beskrevs av James 1982. Ptecticus simplex ingår i släktet Ptecticus och familjen vapenflugor. Inga underarter finns listade i Catalogue of Life.